# 日本原子能研究开发机构

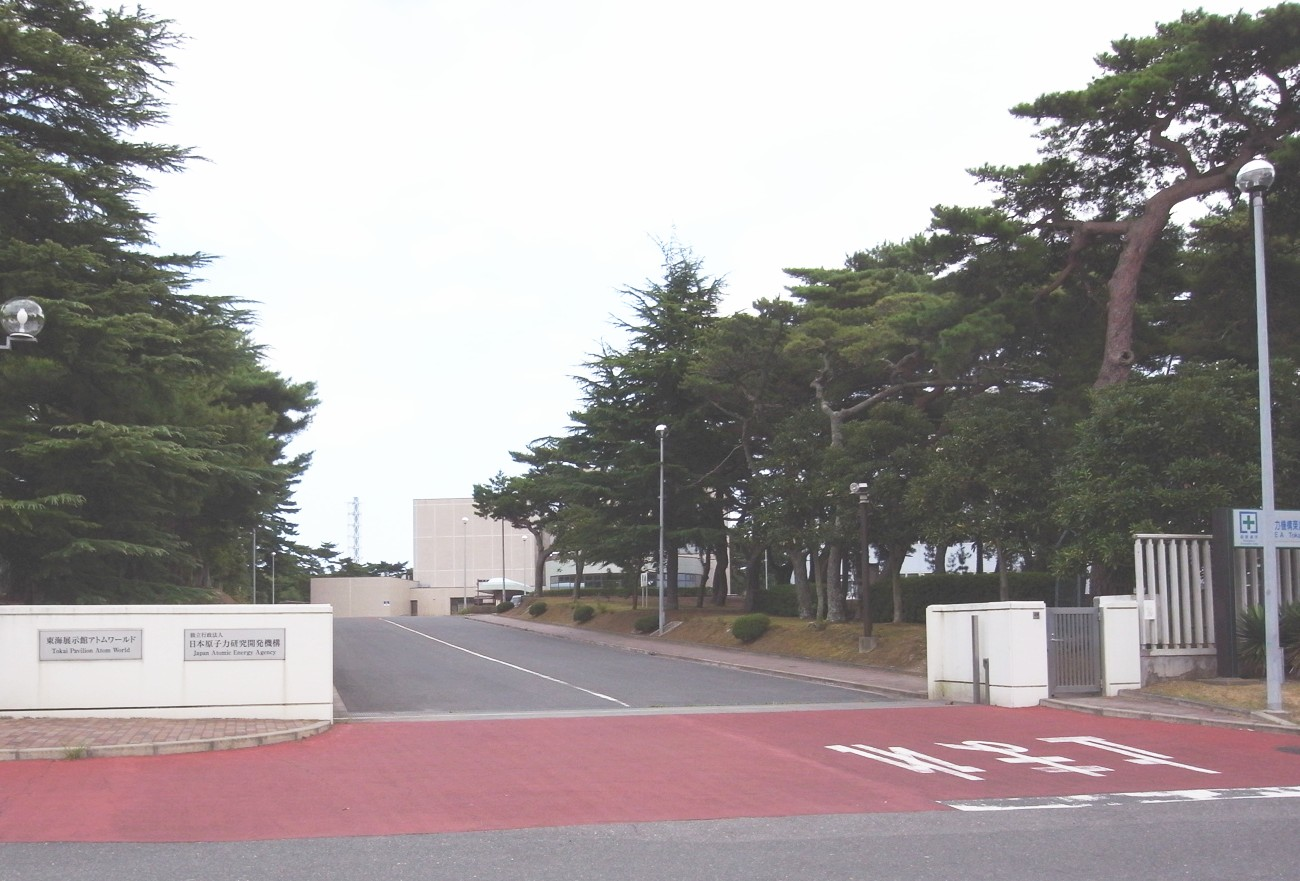
日本原子力研究开发机构

國立研究開發法人日本原子能研究开发机构（日语：／，缩写：JAEA、原子能機構），是日本負責原子能相關研究和技術開發的國立研究開發法人，成立2005年10月1日，是由日本原子能研究所（JAERI）和核燃料循環發展組織（JNC）两个半政府组织合并成立的獨立行政法人。
2007年4月10日，JAEA正式加入全球核能伙伴关系联盟（GNEP）。在联盟的其他成员是法国阿海珐，华盛顿国际集团和BWX。据预计，从六所村离心机浓缩厂获得的经验将是JAEA的一个重要贡献。

## 情况概述
- 成立时间：2005年10月1日
- 创立法：《日本原子力研究开发机构法》
- 总部：茨城县东海村
- 员工：3155人（永久员工），2024年4月数据
- 董事长：小口正範（2022年上任）

## 地点和设施
下面是它的活动的不完全名单，按地点来分类。

### 东海村设施
JAEA拥有位于茨城县东海村的多种设施，这里是日本核研究的第一个中心。目前，JAEA已扩大到在茨城县以及全日本的几个其他地点。
- 东海研发中心（东海研究开発センター）
  - 核化学研究中心
  - 核燃料循环工程实验室
- 日本质子加速器研究园区（大强度阳子加速器计划，或简称J-PARC（英语：J-PARC））安置许多粒子研究设施。

### 敦贺设施
JAEA在福井縣敦賀市另一个总部基地。它拥有快中子增殖反应堆中心和研发中心。

### 大洗研发中心
大洗研发中心（大洗研究开発センター）位于茨城县大洗町，接近于但不是在同一个地点东海村。它安置Jōyō核反应堆（试验的钠冷快中子反应堆），日本材料试验反应堆，新的高温实验核反应堆（HTTR），反应环境监测中心，和儿童博物馆。

### 人形山口环境工程中心
这是一个小型的铀提炼和转化工厂，以及位于岡山縣上斋原的小型离心浓缩示范厂。该中心研究应对核燃料循环的前端问题。

## 主要设施
- J-PARC（英语：J-PARC） - 高强度质子加速器。高能加速器研究机构联合建设
- Jōyō核反应堆（试验的钠冷快中子反应堆）
- 日本材料试验反应堆
- 高温实验核反应堆（HTTR）
- JT-60 - 超导托卡马克装置
- SPring-8 - 大型同步辐射设施。理化学研究所的联合建设和运营

## 参阅
- 日本獨立行政法人列表
- 日本核研究
- 福岛第一核电站事故
- 日本對福島核電廠事故的反應